# Modulació per desplaçament de fase
La modulació per desplaçament de fase o PSK (de l'anglès Phase Shift Keying) és una forma de modulació angular que consisteix a fer variar la fase del senyal portador entre un nombre de valors discrets. La diferència amb la modulació de fase convencional (PM) és que mentre en aquesta, la variació de fase és contínua en funció del senyal modulador, en la PSK el senyal modulador és un senyal digital i, per tant, amb un nombre d'estats limitats.

## Introducció
Com qualsevol modulació digital, PSK també utilitza una constel·lació. Aquesta pot estar composta per diferents símbols mantenint sempre la seva amplitud constant. D'aquesta manera l'equivalent pas banda i l'equivalent pas baix respectius del senyal seran:
Depenent del nombre de símbols que s'utilitzin per representar el senyal, estarem parlant de diferents tipus de modulació PSK. Usualment el nombre de símbols utilitzats és una potència de 2.

## Tipus de modulacions PSK
Depenent del nombre de símbols que s'utilitzin per representar el senyal, estarem parlant de diferents tipus de modulació PSK. Usualment el nombre de símbols utilitzats és una potència de 2.

### PSK convencional
En PSK convencional necessitem tenir també portadora en el receptor per tal de descodificar correctament el senyal, això fa augmentar la complexitat del descodificador.

#### BPSK (Binari Phase Shift Keying)
La modulació per canvis de fase binària utilitza 2 símbols per a representar el senyal.

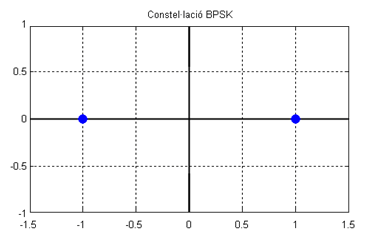
Constel·lació BPSK

A simple vista sembla que aquesta també sigui una modulació ASK, ja que el que fem és multiplicar l'amplitud de la portadora per 1 si volem representar el valor lògic ‘1', i multiplicar-la per -1 si volem representar el valor lògic ‘0'. Aquesta multiplicació per -1 però implica un canvi de fase de 180°, per la qual cosa es considera que enviem la informació en funció del canvi de fase. En aquest cas, la mateixa cadena de bits representada anteriorment (110100) quedaria modulada de la següent forma:
Així doncs en BPSK necessitem un sol bit per a representar el senyal, i com a conseqüència només utilitzem el canal de fase, quedant inutilitzat el canal de quadratura.

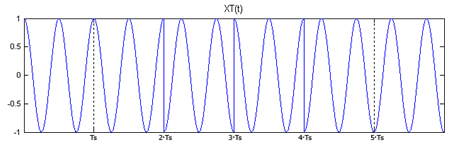
Senyal BPSK

#### QPSK (Quadrature Phase Shift Keying)
Amb la modulació BPSK ja podem transmetre informació digital variant la fase de l'ona portadora, però si volem que la nostra constel·lació PSK tingui en compte més fases de la portadora a part de la de 0° i la de 180° (per tant tingui més símbols i més valors digitals assignables) necessitem utilitzar un modulador de quadratura. En aquest cas el sistema modulador presentaria l'esquema següent:
on l'expressió del senyal transmès XT(t) és la següent:
La modulació QPSK (Quadrature Phase-shift Keying) distingeix entre 4 fases diferents de la portadora, per tant pot transmetre 2 bits per símbol (log2M, on M=4 símbols). La constel·lació del sistema QPSK és la següent:

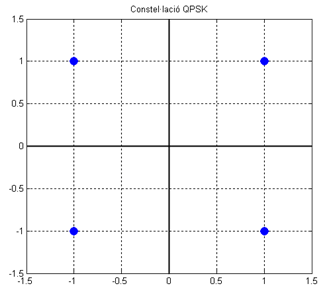
Constel·lació del sistema QPSK

Seguint l'exemple anterior (el de la cadena de bits 110100), ara enviaríem els bits de 2 en 2 i, per tant, hauríem de transmetre els símbols corresponents a 11, 01 i 00 consecutivament. Ara, utilitzant QPSK, només necessitem 3 símbols per enviar la mateixa informació per la qual abans (amb BPSK) en necessitàvem 6.

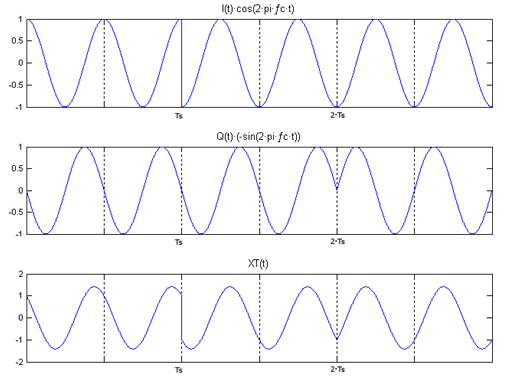
Exemple de codificació

#### MPSK (Quadrature Phase Shift Keying)
Igual que amb QPSK distingim entre 4 fases, podem definir una modulació que distingeixi entre M fases. Per exemple, la constel·lació corresponent a 8-PSK (amb la qual podríem transmetre 3 bits per símbol) quedaria de la següent forma:

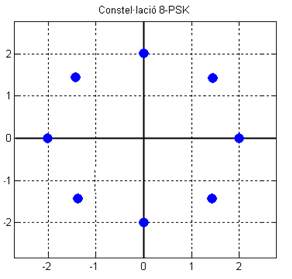
Constel·lació 8-PSK

#### Altres
OQPSK (Offset Quadrature PSK) i SOQPSK (Shaped OQPSK)

### PSK diferencial
A diferència de les modulacions PSK convencionals, aquesta no necessita recuperar el senyal portador per tal de desmodular el senyal en si. D'aquesta manera, la informació no està continguda a la fase, sinó a les transicions. El descodificador treballa basant-se en les diferències de fase relatives de l'interval anterior.
Hi ha diferents tipus, un per a cada modulació PSK convencional:
DBPSK (Diferencial BPSK) i DQPSK (Diferencial QPSK).

## Aplicacions
Aquest tipus de modulacions són àmpliament utilitzades, un exemple són les xarxes LAN sense fils, que utilitzen DBPSK i DQPSK.